# Río Trancura

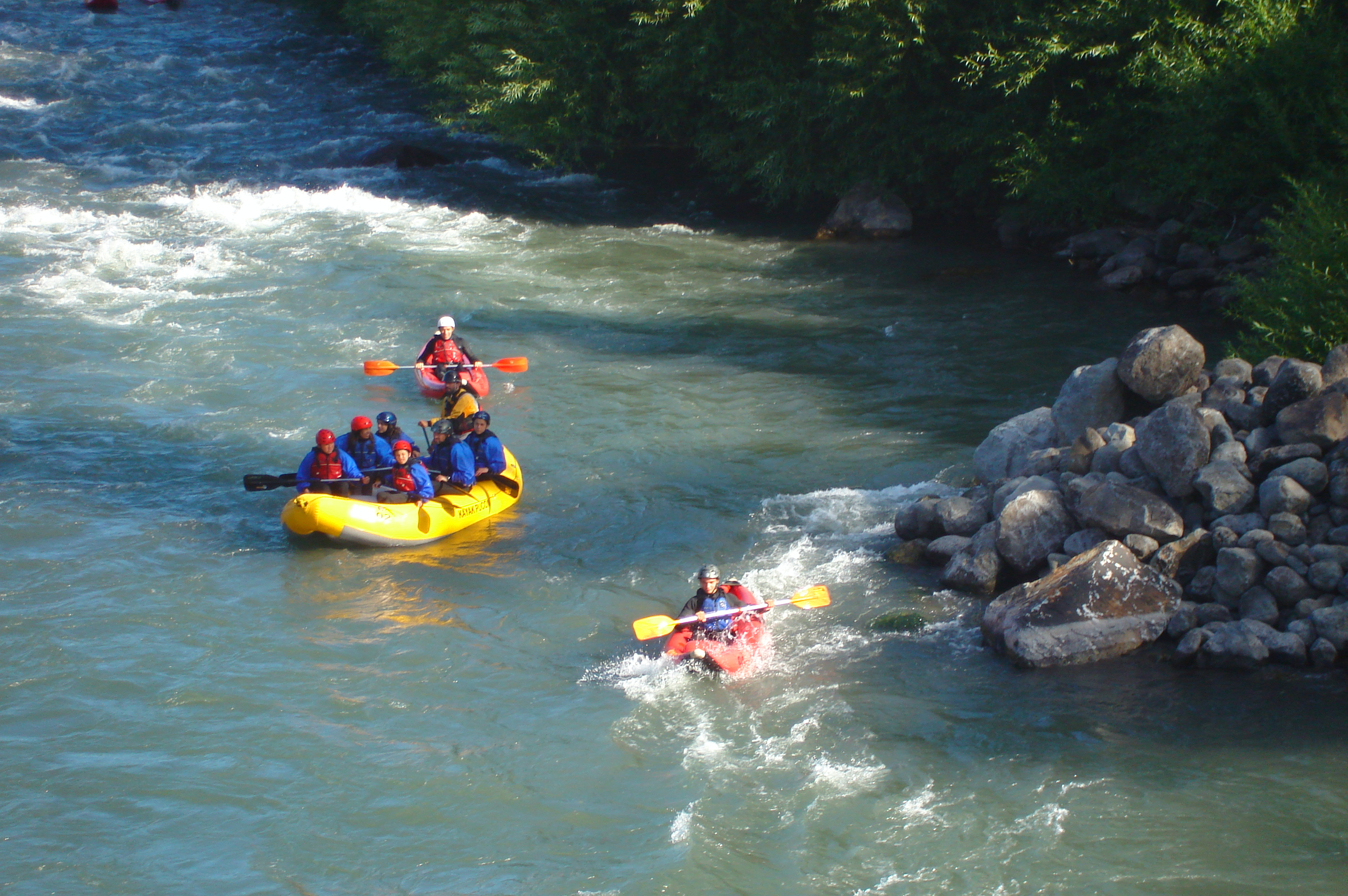
Práctica de ráfting y kayak en el río.

El río Trancura es un curso de agua que fluye en la Región de La Araucanía, Chile. En su cuenca inferior, el río es nombrado también Pucón o Minetué.

## Trayecto
El río nace en la laguna Quillelhue, y fluye inicialmente hacia el norte, pasando por Curarrehue, y desde la unión con su principal tributario, el río Maichín, el Trancura dobla hacia el oeste. Al pasar el lago Minetué cambia su nombre a río Pucón.
Recibe los deshielos de las laderas norte y este del volcán Villarrica.

## Caudal y régimen
En la cuenca del río Pucón o Trancura, desde su nacimiento en las cabeceras en la divisoria de las aguas hasta su desembocadura en el lago Villarrica incluyendo el río Liucura, se observa un régimen pluvio–nival, con sus crecidas invernales, producto de las lluvias, y en menor medida en primavera, producto de una leve influencia nival. En años lluviosos las crecidas ocurren entre mayo y julio, producto de aportes pluviales. Sin embargo, los caudales provenientes de aportes nivales, observados entre octubre y diciembre, también presentan valores de importancia. En años normales y secos la influencia pluvial sigue siendo mayor que la nival, observándose los mayores caudales entre
junio y agosto. El período de bajos niveles de agua se presenta en el trimestre dado por los meses de enero a marzo.: 54 

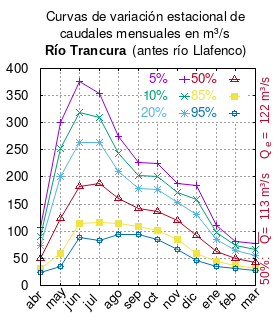
Curvas de variación estacional del río Trancura antes del río Llafenco.

El caudal del río (en un lugar fijo) varía en el tiempo, por lo que existen varias formas de representarlo. Una de ellas son las curvas de variación estacional que, tras largos periodos de mediciones, predicen estadísticamente el caudal mínimo que lleva el río con una probabilidad dada, llamada probabilidad de excedencia. La curva de color rojo ocre (con {\displaystyle {\color {Red}\vartriangle }}) muestra los caudales mensuales con probabilidad de excedencia de un 50%. Esto quiere decir que ese mes se han medido igual cantidad de caudales mayores que caudales menores a esa cantidad. Eso es la mediana (estadística), que se denota Qe, de la serie de caudales de ese mes. La media (estadística) es el promedio matemático de los caudales de ese mes y se denota {\displaystyle {\overline {Q}}}. 
Una vez calculados para cada mes, ambos valores son calculados para todo el año y pueden ser leídos en la columna vertical al lado derecho del diagrama. El significado de la probabilidad de excedencia del 5% es que, estadísticamente, el caudal es mayor solo una vez cada 20 años, el de 10% una vez cada 10 años, el de 20% una vez cada 5 años, el de 85% quince veces cada 16 años y la de 95% diecisiete veces cada 18 años. Dicho de otra forma, el 5% es el caudal de años extremadamente lluviosos, el 95% es el caudal de años extremadamente secos. De la estación de las crecidas puede deducirse si el caudal depende de las lluvias (mayo-julio) o del derretimiento de las nieves (septiembre-enero).

## Historia
Francisco Solano Asta-Buruaga y Cienfuegos escribió en 1899 en su Diccionario Geográfico de la República de Chile sobre el río:
Trancura.-—Río que nace en el centro de los Andes por los 39° 15' Lat. y 71° 25' Lon., desde donde corre hacia el O. á desaguar en la extremidad oriental del lago de Villa Rica. Recibe al principio una corriente de agua que procede de la falda noroeste del cerro Quetropillán y otra menor que baja del nordeste. Su curso es de unos 22 á 24 kilómetros, rápido, poco tortuoso y de mediano caudal. En su margen del sur se hallan los pequeños fuertes de Pucón, Palquín y Maichí, en mutua correspondencia.
Luis Risopatrón lo describe como:
Trancura (Rio). 39° 25' 71° 32' Es formado por la unión de los ríos Puesco i Momolluco, tiene 20 a 30 m de ancho i corre hacia el N con 4,5% de pendiente hasta la desembocadura del rio Pocolpen; presenta al W una ribera barrancosa, se ensancha el cajón a 500 i 2 009 m en el lugar denominado Trancura, a 459 m de altitud, sigue con fondo plano i lomajes mui suaves de no mas de 89 m de altura sobre el thalweg, con un ancho menor de 1 kilómetro i 0,3 % de pendiente hasta Curarrehue, donde se junta con el de Maichin, para formar el de Pucon o Minetúe. 62. i. p. 91; 120, p. 56 i 285; 126, 1911. p. 229; 134; 155, p. 835; i 156.

## Población, economía y egología
Este río es conocido mundialmente porque en él se practica ráfting, debido a que en el curso existen rápidos de entre grado III y IV, en su sector alto, y de entre II y III en su sector bajo.